# 도카이 지진 관련 정보

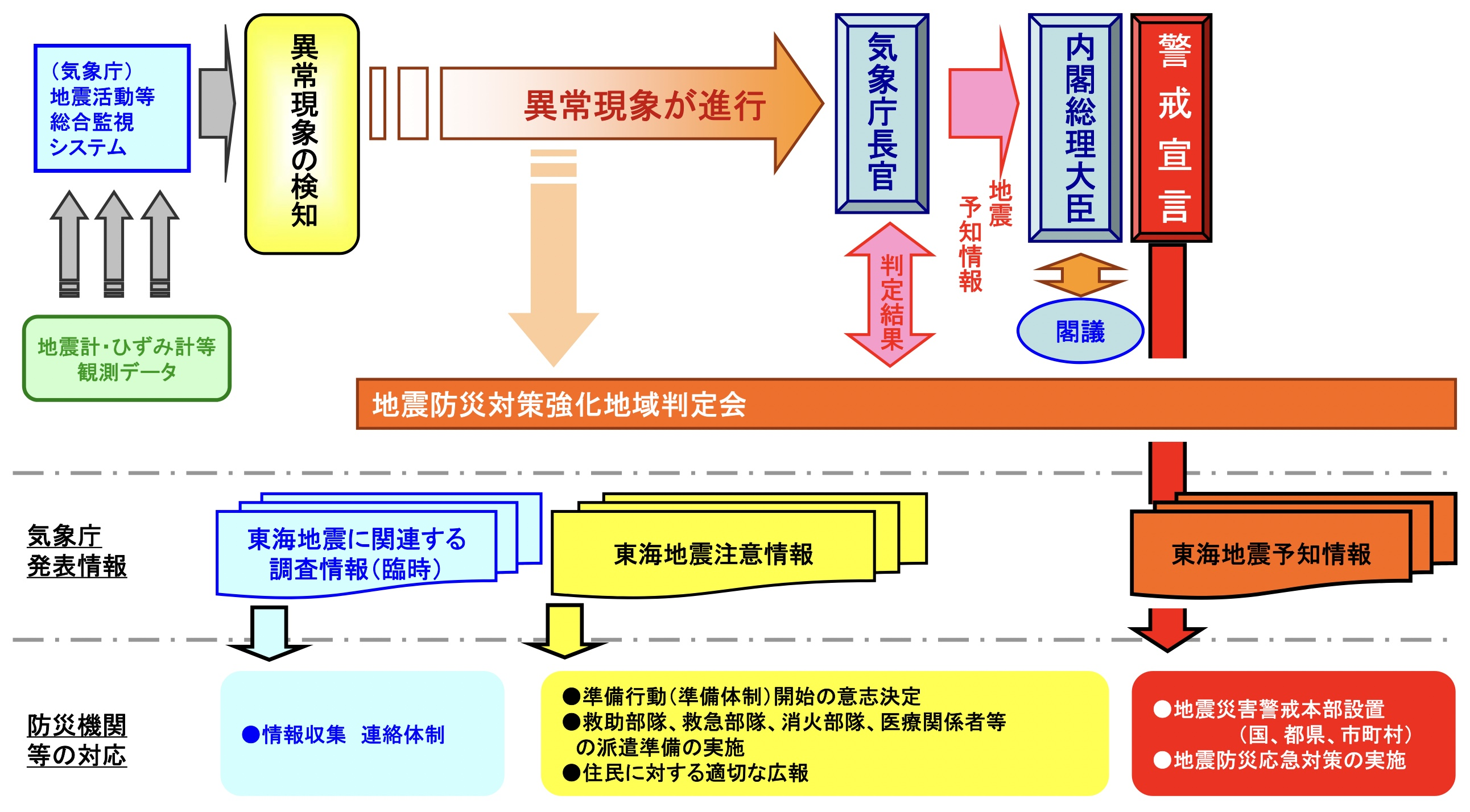
도카이 지진 관련 정보와 경계선언 발표의 구조

도카이 지진 관련 정보(일본어: 東海地震に関連する情報 도카이지신니칸렌스루조호[*])는 일본 기상청이 "도카이 지진 발생의 전조"일 가능성이 있는 현상을 발견했을 때 발표하는 정보이다. 전조로 보이는 현상의 종류에 따라 총 3단계로 구별되며, 모두 일본 내 언론과 정부 기관을 통해 국민에게 알리며 두 번째로 중대한 "도카이 지진 조사 정보"의 경우 방재 관련 기관이 준비를 시작하며 가장 중대한 "도카이 지진 예지 정보"가 발표될 경우 강제력을 동반한 주민 대피와 교통통제 등이 실시된다.
다만 정보가 발표되지 않은 채 지진이 발생할 가능성도 적지 않다고 알려졌다. 일본 기상청은 이 정보에만 의존하지 말고 갑작스럽게 도카이 지진이 발생했을 때를 대비한 대책도 동시에 마련해야 한다고 말하고 있다.
2017년 11월부터는 도카이 지진에 한정된 이 지진 관련 정보의 발표를 중단하고 난카이 해곡 거대지진 전체를 대상으로 한 난카이 해곡 지진 관련 정보를 운영하기 시작했으며, 2019년 5월 "난카이 해곡 지진 임시 정보" 체제로 완전히 전환하면서 도카이 지진 관련 정보는 사라졌다.

## 설명
| 정보의 종류                            | 해설 |
| -------------------------------------- | --- |
| 도카이 지진 조사 정보 東海地震調査情報 | 관측된 현상이 도카이 지진의 전조 증상이라고 즉시 판단할 수 없거나 전조 증상과 관련이 없다고 확인된 경우 |
| 도카이 지진 주의 정보 東海地震注意情報 | 관측된 현상이 도카이 지진의 전조 증상일 가능성이 높아진 경우                                            |
| 도카이 지진 예지 정보 東海地震予知情報 | 도카이 지진 발생 우려가 있다고 판단되는 경우                                                            |

도카이 지진 관련 정보는 도카이 지진의 전조 증상을 관측해 전조 증상 혹은 그 증상으로 의심되는 현상이 관측된 경우 단계에 따라 정보를 발표하는 체계이다. 여기서 예측 대상인 도카이 지진은 시즈오카현 서부에서 그 남쪽 해역까지 이르는 지역(상정진원지)의 지하를 진원으로 발생하는 규모 M8 전후의 해구형 지진을 가르킨다. 관측 대상인 도카이 지진의 전조 증상은 도카이 지방에 설치된 변형계의 유의미한 변화(지각변동) 혹은 도카이 지진의 예상 진원에서 발생하는 큰 지진 등이 대상이다. 판단 기준이 되는 지각 변동은 21개 지점에 설치된 시추공식 체적변형계로 그 외에 지진계, 다성분 변형계, 신축계, 경사계, 조위계, 지하 수위 측정기, GPS 측위계 등 다양한 측정 기기를 이용해 상시 관측해 그 변화를 관측한다.
이런 전조 증상이 관측된 경우 지진방재대책강화지역판정회에서 도카이 지진 발생 가능성을 판단한 다음, 3단계에 따라 관련 정보를 일본 기상청에서 발표한다.(도카이 지진 예지 선언의 경우 일본의 내각총리대신이 발표)

## 발표 사례
아래의 경우는 2004년 관련 정보 체계의 변경 이전 (도카이 지진) 해설 정보(（東海地震）解説情報)로 발표되었던 시절 도카이 지진 관련 조사 정보가 발표된 사례이다.
- 1999년 5월 10일 - 시즈오카현 중부 지진(1999년 5월 7일 M4.9, 최대진도 3 지진 영향)
- 2000년 1월 31일 - 전년도의 지진 활동 요약
- 2001년 4월 4일 - 시즈오카현 중부 지진(2001년 4월 3일 M5.3, 최대진도 5강 지진 영향)
- 2003년 4월 9일 - 산가이노 지역의 변형계 데이터 변화

이후 2004년 "(도카이 지진) 해설 정보"에서 "(도카이 지진) 관측 정보"로 명칭과 체계가 바뀐 이후 발표된 사례는 아래와 같다.
- 2009년 8월 11일 - 2009년 스루가만 지진 당시 발표

## 같이 보기
- 방재기상정보
- 지진관측망
- 도카이 지진
- 대규모지진대책특별조치법
- 지진방재대책강화지역
- 록다운 (정책)

## 참고 문헌
- 東海地震・警戒宣言・強化地域
- 警戒宣言  あなたはどうする] 静岡県地震対策課地震防災センター
- 岡村浩、松田磐余、高橋博 『実録 安政大地震 その日静岡県は』 静岡新聞社、1983年